# Elmir Alimjanov
Elmir Alimzhanov (în rusă Эльмир Алимжанов, în kazahă Эльмир Әлімжанов; n. 5 octombrie 1986, Almaty, RSS Kazahă, URSS) este un scrimer kazah specializat pe spadă, campion asiatic în 2013. A participat la Jocurile Olimpice de vară din 2012 de la Londra, unde a fost eliminat în tabloul de 16 de sud-coreeanul Jung Jin-sun, care a cucerit medalia de bronz în cele din urma.
A început să practice scrima pentru că tatăl său, Eldar, este un profesor în acest sport.